# Yazoo-floden
 "Yazoo" omdirigeres hertil. For andre betydninger af Yazoo, se Yazoo (flertydig).
Yazoo floden er en flod i staten Mississippi i USA, og en biflod  til Mississippifloden, som den løber ud i nord for Vicksburg.  Den fik sit navn af den franske opdagelsesrejsende La Salle i 1682 med henvisning til Yazoo indianerne, som boede i nærheden. Det er ikke helt klart hvad navnet betyder, men i lang tid har man ment at det betød "Dødens flod".
Floden er 300 km lang og begynder i Greenwood, hvor Tallahatchie og Yalobusha River floderne mødes. Floden løber noget af vejen parallelt med Mississippi floden inden den har udløb i den nord for Vicksburg. Naturlige dæmninger langs med Mississippi floden forhindrer Yazoo floden i at have udløb længere oppe. Indenfor hydrologien betegner en yazoo strøm netop dette fænomen. 
Floden havde stor betydning under den amerikanske borgerkrig. Den første elektrisk antændte undervandsmine blev brugt i floden i 1862 til at sænke Unionens kanonbåd USS Cairo. Den bagerste del af skibet blev hævet i 1964, konserveret og er nu udstillet i Vicksburg National Military Park.
Der ligger fortsat 29 sunkne skibe fra Borgerkrigen på flodens bund.  
33°33′07″N 90°10′50″V / 33.551872°N 90.180424°V